# Maximiliano Giusti
Maximiliano Jorge Giusti (San Nicolás de los Arroyos, 18 febbraio 1991 – San Nicolás de los Arroyos, 8 ottobre 2016) è stato un calciatore argentino, di ruolo attaccante.

## Biografia
La mattina dell'8 ottobre 2016, Giusti morì in un incidente stradale verificatosi sul Camino de la Costa, mentre stava guidando nella sua Audi A1 per tornare a San Nicolás, la sua città natale, da Ramallo. L'incidente è avvenuto alle 4:00 circa ora locale. Nell'impatto il giocatore fu scaraventato fuori dalla sua auto, di cui aveva perso il controllo. Aveva 25 anni.

## Carriera
Ha giocato nella prima divisione dei campionati argentino, cileno, peruviano, rumeno ed ecuadoriano.

## Palmarès

### Individuale
- Capocannoniere della Copa Inca: 1

2015 (7 reti, alla pari con Lionard Pajoy)